# 邁利 (夏威夷州)
邁利（英語：Māili）是位於美國夏威夷州檀香山縣的一個人口普查指定地區。

## 地理
邁利的座標為21°25′06″N 158°10′43″W / 21.41833°N 158.17861°W，而該地最高點為海拔高度4米（即13英尺）。

## 人口
根據2010年美國人口普查的數據，邁利的面積為7.30平方千米，當中陸地面積為4.40平方千米，而水域面積為2.90平方千米。當地共有人口9488人，而人口密度為每平方千米1,299.73人。